# Маслов, Пётр Семёнович
Пётр Семёнович Маслов (24 августа 1918 — 24 сентября 1993) — актёр, театральный педагог, Народный артист Татарской АССР, Заслуженный артист РСФСР.

## Биография
- Родился 24 августа 1918 году в селе ТӘМТЕ (Теньки) Теньковской волости (ТӘМТЕ ВУЛЫСЫ (Теньковская волость)) Свияжского уезда Казанской губернии.
- 1941 год — окончил Московский институт инженеров железнодорожного транспорта.
- 1945 год — окончил Военно-транспортную академию.
- 1949 год — окончил театральную студию при Московском художественном академическом театре.
- 1949—1955, 1956—1959 — актёр труппы Ярославского драматического театра.
- 1955—1956 годы — актёр театра Центрального дома Советской Армии в Австрии.
- 1960—1993 годы — актёр труппы Казанского Большого драматического театра имени В. И. Качалова.
- 1978—1993 годы — преподаватель Казанского театрального училища.
- Умер 24 сентября 1993 года в Казани.

## Творчество
- Приверженец МХАТовской психологической школы, создал ряд значительных образов:
  - Мармеладов «Преступление и наказание» Ф. М. Достоевского
  - Монахов «Варвары» А. М. Горького
  - Еремеев «Прошлым летом в Чулимске» А. В. Вампилова и др.

## Признание
- Народный артист Татарской АССР (1975)
- Заслуженный артист РСФСР (1981)